# معنى (وجودي)
المعنى في الوجودية وصفي؛ ولذلك فهو يختلف عن المفاهيم النموذجية والإرشادية لـ"معنى الحياة". بسبب الأساليب الوجودية، فإن البيانات الإرشادية أو التصريحية حول المعنى غير مبررة. جذر كلمة "meaning" هو "mean"، وهي الطريقة التي يتم بها نقل أو تفسير أو تمثيل شخص ما أو شيء ما. كل فرد لديه شكل خاص به من المنظور الفريد؛ وبالتالي فإن المعنى هو ذاتي بحت. المعنى هو الطريقة التي يفهم بها الفرد الشيء؛ وفي المقابل، فإن هذا المعنى الذاتي هو أيضًا الطريقة التي يمكن للفرد التعرف عليه. المعنى هو الأهمية الشخصية لشيء مادي أو مجرد. وقد يشمل ذلك تخصيص قيمة (قيم) لهذه الأهمية.